# Pupăza din tei (film din 1986)
Pupăza din tei este un film românesc de animație din 1986 regizat de Lucian Profirescu. Se bazează pe opera literară „Amintiri din copilărie” de Ion Creangă.  
Filmul este deosebit de alert, iar natura, elementele și viețuitoarele, beneficiind de posibilitățile animației, nu rămân în planul secund. De exemplu, pupăza - ceasornicarul satului - își ia rolul în serios și încearcă să controleze ritmul de viață al copilului care este înclinat spre hoinăreală și reverie.